# Tines dels Tres Salts
Les tines dels Tres Salts és un conjunt format per set tines alineades i una barraca situat al municipi de Talamanca (Bages). És un conjunt protegit com a bé cultural d'interès local. La construcció se situa pròxima a la desembocadura de la riera de Mura al riu Llobregat.

## Descripció
La part inferior dels murs de la tina és feta amb pedra amorterada i forma l'estructura per al suport del dipòsit. L'interior del dipòsit és recobert de rajoles de ceràmica envernissada lleugerament corbades, l'obertura superior està tapada amb peces ceràmiques amorterades i al centre hi ha un orifici. La part superior dels murs és de pedra sense material d'unió i hi ha una finestra i l'entrada a la tina que és feta amb dos muntants verticals i una llinda que no s'ha conservat. Sobre els murs hi ha una filada de pedres més planeres que fan de voladís. La coberta, actualment inexistent, probablement era feta amb el mètode d'aproximació de filades.
El desnivell per accedir a la tina se salva amb una rampa de pedra coberta de sorra. Per la construcció s'han emprat pedres ben treballades, però l'estat de conservació no és gaire bo.
La barraca, adossada a la part sud de la tina és planta rectangular. El parament és de pedra seca, menys el del sud que ha aprofitat el propi terreny. La coberta, parcialment ensorrada, és feta per aproximació de filades. L'accés a la barraca no existeix actualment. A l'interior hi ha un amagatall i el broc de la tina.